# Clã Inaba
O clã Inaba (稲葉氏, Inaba-shi) foi uma família samurai proeminente nos períodos Sengoku e Edo. No Período Edo, os Inaba eram identificados como um dos fudai (internos) daimyō, aliados ou vassalos hereditários do clã Tokugawa, ao contrário dos tozama ("clãs externos").

## Ramos do clã
Os fudai Inaba surgiram no século XVI na província de Mino.  Alegavam descendência de Kōno Michitaka (d. 1374), o qual seria descendente do Imperador Kanmu (736–805).
- O principal ramo dos Inaba descendia de Inaba Sadamichi (1551–1606),[3] promovido por Oda Nobunaga em 1564.[2] Ele foi estabelecido em1585 no domínio de Hachiman (40000 koku) em Mino.[3] Em 1600, ele e seus herdeiros foram instalados no domínio de Usuki (56000 koku) na província de Bungo, e seus descendentes permaneceram lá até a Restauração Meiji em 1868.[2] O chefe do clã foi nomeado "visconde" (伯爵 hakushaku) na era Meiji.[3]
- Outro ramo descendia de Inaba Masanari (+1628), que lutou nas tropas de Nobunaga e depoisHashiba Hideyoshi.[3] Esse ramo dos Inaba foi criado em 1588.[2] Em 1619, ele recebeu o han de Itoigawa (25000 koku) na província de Echigo; então, em 1627, sua posse foi transferida para o domínio de Mōka (65000 koku) na província de Shimotsuke. Depois seus descendentes residiram no domínio de Odawara (105000 koku) na província de Sagami de 1632 a 1685, no domínio de Takata em Echigo de 1685 a 1701, e no domínio de Sakura na província de Shimōsa de 1701 a 1723.[3] Os herdeiros de Masanari se instalaram no domínio de Yodo (115000 koku) na província de Yamashiro de 1723 a 1868.[2] O chefe desse ramo foi nomeado "visconde" na era Meiji.[3]
- Um outro ramo do clã Inaba foi criado em 1781.[2] De 1785 a 1868, esse ramo do clã residiu no domínio de Tateyama (10000 koku) na província de Awa. O chefe desse ramo foi nomeado "visconde" na era Meiji.[3]

### Templo do clã
Tōzen-ji, um templo budista em Edo, era o templo familiar de diversos clãs, incluindo o ramo principal do clã Inaba.

## Membros notáveis
- Inaba Sadamichi (稲葉貞道, 1551–1606)
- Inaba Masanari (1571–October 14, 1628)
- Inaba Masamichi (1623–1696), 8th Kyoto shoshidai.[1]
- Inaba Masanobu (1749–1806), 34th Kyoto shoshidai.[1]
- Inaba Masakuni (1834–1898), 55th Kyoto shoshidai.[1]

## Leituras complementares
- Appert, Georges and H. Kinoshita. (1888). Ancien Japon. Tokyo: Imprimerie Kokubunsha.
- Cortazzi, Hugh. (2000). Collected Writings of Sir Hugh Cortazzi, Vol. II. London: Routledge.  10-ISBN 1-873-41092-1
- Hank, Patrick, ed. (2003). Dictionary of American Family Names. New York: Oxford University Press. 10-ISBN 0-195-08137-4; 13-ISBN 978-0-195-08137-4 (cloth)
- Meyer, Eva-Maria. (1999). Japans Kaiserhof in de Edo-Zeit: Unter besonderer Berücksichtigung der Jahre 1846 bis 1867. Münster: Tagenbuch. ISBN 3-8258-3939-7
- Papinot, Jacques Edmund Joseph. (1906) Dictionnaire d'histoire et de géographie du japon. Tokyo: Librarie Sansaisha...Click link for digitized 1906 Nobiliaire du japon (2003)
- Sasaki, Suguru. (2002). Boshin sensō: haisha no Meiji ishin. Tokyo: Chūōkōron-shinsha.